# Lizbonski protokol
Lizbonski protokol k Sporazumu o zmanjšanju strateškega orožja iz leta 1991 je dokument, ki so ga podpisali predstavniki Rusije, Belorusije, Ukrajine in Kazahstana. Dokument je te štiri države priznal za naslednice Zveze sovjetskih socialističnih republik. Vse so prevzele obveznosti Sovjetske zveze po sporazumu START I. Protokol je bil podpisan v Lizboni na Portugalskem 23. maja 1992.

## Ozadje
Ko je Sovjetska zveza 26. decembra 1991 razpadla, je nekdanji sovjetski sedež na sedežu ZN že 25. decembra 1991 prevzel predstavnik Rusije.
Eno od perečih vprašanj je bila usoda njenega jedrskega orožja. Večina orožja je bila na ozemlju Rusije, nekaj pa tudi  na ozemlju Belorusije, Ukrajine in Kazahstana. Julija 1991 je Sovjetska zveza podpisala sporazum o jedrski razorožitvi START I. 
Protokol k sporazumu je bil podpisan med potekajočim procesom reorganizacije nekdanje Sovjetske zveze v Skupnost neodvisnih držav  in ustanovitve Združenih oboroženih sil po podpisu deklaracije iz Alma-Ate konec leta 1991. 

## Protokol

### 1. člen
Republika Belorusija, Republika Kazahstan, Ruska federacija in Ukrajina kot države naslednice Sovjetske zveze bodo s tem sporazumom prevzele obveznosti nekdanje Sovjetske zveze. 

### 2. člen
Republika Belorusija, Republika Kazahstan, Ruska federacija in Ukrajina bodo sklenile medsebojne sporazume, potrebne za izvedbo določb tega sporazuma. Sporazumi morajo biti takšni, da bodo omogočili izvedbo omejitev in določb tega sporazuma in  enako in dosledno delovanje določb o preverjanju na celotnem ozemlju Republike Belorusije, Republike Kazahstan, Ruske federacije in Ukrajine ter delitvi stroškov. 

### 3. člen
1. Za namene izvajanja sporazuma se izraz "Zveza sovjetskih socialističnih republik" razlaga tako, da pomeni Republiko Belorusijo, Republiko Kazahstan, Rusko federacijo in Ukrajino.
2. Za namene izvajanja sporazuma se besedna zveza "državno ozemlje", kadar se v pogodbi uporablja za Zvezo sovjetskih socialističnih republik, razlaga tako, da pomeni združena nacionalna ozemlja Republike Belorusije, Republike Kazahstan, Ruske federacije in Ukrajine.
3. Za inšpekcijske preglede in dejavnosti stalnega spremljanja na ozemlju Republike Belorusije, Republike Kazahstan, Ruske federacije ali Ukrajine ta država zagotovi komunikacijo z mesta inšpekcijskega pregleda ali mesta stalnega spremljanja veleposlaništvu Združenih držav Amerike v glavnem mestu inšpecirane pogodbenice.
4. Za namene izvajanja sporazuma se za veleposlaništvo pogodbenice  šteje veleposlaništvo zadevne države v Washingtonu ali veleposlaništvo Združenih držav Amerike v ustreznem glavnem mestu.
5. Delovna jezika za dejavnosti sporazuma sta angleščina in ruščina.

### 4. člen
Predstavniki Republike Belorusije, Republike Kazahstan, Ruske federacije in Ukrajine bodo sodelovali v Skupni komisiji za skladnost in inšpekcijo na osnovi, ki jo je treba oblikovati v skladu s 1. členom tega protokola. 

### 5. člen
Republika Belorusija, Republika Kazahstan in Ukrajina bodo v najkrajšem možnem času pristopile k Sporazumu o neširjenju jedrskega orožja z dne 1. julija 1968 kot države pogodbenice brez jedrskega orožja in takoj začele sprejemati vse potrebne ukrepe v skladu s svojimi ustavnimi praksami. 

### 6. člen
1. Vsaka pogodbenica ratificira sporazum skupaj s tem protokolom v skladu s svojimi ustavnimi postopki. Republika Belorusija, Republika Kazahstan, Ruska federacija in Ukrajina izmenjajo listine o ratifikaciji z Združenimi državami Amerike. Sporazum začne veljati na dan končne izmenjave ratifikacijskih listin.
2. Ta protokol je sestavni del sporazuma in ostane v veljavi ves čas trajanja sporazuma.

## Podpisniki
Protokol je bil sestavljen v Lizboni 23. maja 1992 v petih izvodih, vsak v beloruskem, angleškem, kazaškem, ruskem in ukrajinskem jeziku, pri čemer so bila vsa besedila enako verodostojna. 
Podpisniki: 
- za Republiko Belorusijo: Petro Kravčanka
- za Republiko Kazahstan: Tolegej Žukejev
- za Rusko federacijo: Andrej Kozirev
- za Ukrajino: Anatolij Zlenko
- za Združene države Amerike: James A. Baker III.

## Izvedba
Četudi so Belorusija, Ukrajina in Kazahstan maja 1992 podpisale samo protokol, so morale ratificirati in izvajati tako protokol kot sporazum. V Belorusiji in Ukrajini je bilo nekaj odpora proti opustitvi jedrskega orožja, vendar so 5. decembra 1994 vse podpisnice Lizbonskega protokola izmenjale ratificirane listine in sporazum je začel veljati. 
Sporazum START I je morala ratificirati Rusija kot država naslednica Sovjetske zveze.
Kazahstansko vlado so bolj kot jedrski arzenal zanimala sredstva za razvoj države. Kazahstan je v zameno za varnostna jamstva, vojaško pomoč ter finančno pomoč in odškodnino iz Združenih držav in Rusije do maja 1995 Rusiji predal vse jedrsko orožje.
Tako Belorusija kot Ukrajina sta se v 1990. letih upirali popolnemu izvajanju protokola, saj sta želeli obdržati jedrsko orožje kot diplomatsko pogajalsko sredstvo. Ker je bila Belorusija gospodarsko odvisna od Rusije, je na koncu izpolnila svoj del dogovora o prenosu vsega jedrskega orožja Rusiji. Tako kot Kazahstan je tudi Ukrajina na koncu privolila v predajo svojega jedrskega orožja v zameno za varnostna jamstva, vojaško pomoč, finančno pomoč in odškodnino od Združenih držav in Rusije. Pogoji Lizbonskega protokola so bili izpolnjeni, ko sta Belorusija in Ukrajina do konca leta 1996 Rusiji predali svoje jedrsko orožje.